# Milko Vizjak
Milko Vizjak rojen Bogomil Vizjak, slovenski domobranski častnik, * 9. december 1894, Ljubljana, † 15. november 1957, Ljubljana.

## Življenje in delo
Rodil se je očetu Vinku in materi Ani (rojena Jonke).
Po končani srednji šoli v Ljubljani (1913) se je v avstrijskem Leobnu in Gorici šolal v enoletni kadetnici. Leta 1915 in 1916 je bil na soški fronti ob koncu vojne se je pridružil generalu Maistru in sodeloval med boji za severno mejo. V vojski Kraljevine Jugoslavije je dosegel čin podpolkovnika. Leta 1942 je bil v italijanski internaciji, od aprila 1943 pa poveljnik legij v protirevolucionarnem taboru za ljubljansko okrožje Šiška. Oktobra 1943 se je vključil v Slovensko domobranstvo; v njem je bil pomočnik poveljnika Organizacijskega štaba, od februarja 1944 načelnik personalnega odseka in predsednik Domobranskega doma na Taboru v Ljubljani. Maja 1945 je zbežal na avstrijsko Koroško, spomladi 1946 so ga britanske zasedbene oblasti izročile Jugoslaviji; avgusta je bil na Rupnikovem procesu obsojen na 20 let prisilnega dela, vendar je bil po nekaj letih izpuščen.